# Presa di Diest (1580)
La presa di Diest del 1580 fu uno scontro combattuto nell'ambito della guerra degli ottant'anni che si svolse il 9 giugno 1580 presso la città di Diest, nell'attuale Belgio.

## Antefatto
La signora di Diest, una delle più piccole del ducato di Brabante, era parte del patrimonio della casata di Nassau. Nel 1578 i magistrati del villaggio vennero chiamati ad accettare la presenza di una guarnigione ribelle, ma chiesero invece al governatore generale, don Giovanni d'Austria, l'invio di una guarnigione spagnola. La città, strategicamente collocata al crocevia della strada tra Maastricht ed Anversa e della strada tra Bruxelles e Roermond, divenne sede di una guarnigione di soldati tedeschi e valloni dell'Armata delle Fiandre.

## La presa della città
Appena prima dell'alba del 9 giugno 1580, una piccola forza di soldati francesi al servizio dei ribelli olandesi, comandata dallo spagnolo Alonso Vanegas, scalò le mura ed uccise le sentinelle di guardia in città. Aprirono quindi la porta di Zichem ed un distaccamento della cavalleria olandese fece irruzione.
Le due compagnie vallone fuggirono di fronte al nemico, mentre le tre compagnie di tedeschi presero posizioni difensive nella piazza principale del paese, combattendo sino all'ultimo uomo. Secondo le parole di un cronista:

Le tre compagnie di tedeschi che si trovavano in città, del reggimento del conte di Lodron, tutti soldati di grande esperienza, combatterono valorosamente contro quelli degli Stati [Generali d'Olanda], e con una tale ferocia e coraggio, che era una meraviglia da vedere, per la grande costanza mostrata nel morire uno sull'altro senza abbandonare il proprio compagno, sino all'ultima goccia di sangue, così che la vittoria degli Stati risultò sudata sino all'ultimo.

## Conseguenze
Con la presa di Diest, le vicine città di Aarschot e Sichem che non disponevano di una loro guarnigione, caddero anch'esse nelle mani degli olandesi. Guglielmo d'Orange, signore ereditario di Diest, multò la città di 60 000 gulden per aver sostenuto gli spagnoli nel conflitto.
Nel 1582 una forza di soldati spagnoli riuscì a scalare le mura e riprese il controllo di Diest, ma questi non furono in grado di aprire le porte della città alla loro cavalleria e quanti entrarono vennero fatti prigionieri.